# Johann Friedrich Ahlfeld
Johann Friedrich Ahlfeld (Alsleben, 16 de octubre de 1843 - Marburgo, 25 de mayo de 1929) fue un obstetra y ginecólogo alemán.
De 1863 a 1867 estudió medicina en las universidades de Greifswald y Leipzig, donde fue alumno de Carl Siegmund Franz Credé. En 1868 se doctoró con la disertación-tesis Über Zerreissung der Schamfuge während der Geburt. En 1873 obtuvo su habilitación de obstetricia y ginecología en la Universidad de Leipzig, y en 1877 obtuvo el título de profesor asociado. En 1881 se convirtió en profesor titular en la Universidad de Giessen, y dos años más tarde se trasladó a la Universidad de Marburgo como director del hospital de mujeres universitario y de la escuela de comadronas.

## Términos asociados
- "Método de Ahlfeld": término utilizado antiguamente para la desinfección de las manos mediante agua caliente y alcohol.[4]
- "Signo de Alfeld": contracción uterina irregular después del tercer mes de embarazo.[5]

## Obras seleccionadas
- Die Technik der Schwangerenuntersuchung (Técnica de investigación del embarazo), 1873.
- Lehrbuch der Geburtshilfe zur wissenschaftlichen und praktischen Ausbildung (Libro de texto de obstetricia para la formación científica y práctica), 1874, 2.ª edición 1898.
- Die Missbildungen des Menschen; eine systematische Darstellung der beim Menschen angeboren vorkommenden Missbildungen und Erklärung ihrer Entstehungsweise (Malformaciones de los seres humanos; una presentación sistemática de las malformaciones congénitas que ocurren en humanos y explicaciones sobre su origen), 2 partes, 1880–82.
- Abwartende Methode oder Credéscher Handgriff (Aproximación de esperar y ver o maniobra de Credé), 1888.
- Die Desinfection der Hand des Geburtshelfers und Chirurgen (Desinfección de las manos para el obstetra y el cirujano), 1901.